# 厚身篩耳鯰
厚身篩耳鯰，為輻鰭魚綱鯰形目甲鯰科的其中一種，為熱帶淡水魚，分布於南美洲巴西阿拉瓜亞河中上游流域，體長可達2.4公分，棲息在溶氧量高的溪流底層水域，以藻類為食，生活習性不明。

## 扩展阅读
維基物種上的相關：厚身篩耳鯰